# Stéphanie Obertin
Stéphanie Obertin (ur. 13 maja 1974 w Luksemburgu) – luksemburska lekarka i polityk, od 2023 minister.

## Życiorys
Absolwentka medycyny, studiowała na Université de Strasbourg I oraz Université Nancy-I. Doktoryzowała się w 2006. Z zawodu lekarz pierwszego kontaktu. Od 2010 była członkinią rady dyrektorów organizacji branżowej Cercle des médecins généralistes (CMG), którą następnie kierowała w latach 2019–2022. W listopadzie 2023 z rekomendacji Partii Demokratycznej objęła urzędy ministra cyfryzacji oraz ministra szkolnictwa wyższego i badań naukowych w rządzie Luca Friedena.